# Vic Tablian
Vic Tablian (* 10. Oktober 1937 in Jerusalem) ist ein britischer Schauspieler. 
Nachdem Tablian ab 1975 in verschiedenen Serien aufgetreten war, erhielt er 1978 in 12 Uhr nachts seine erste Filmrolle. Im Jahr 1981 folgte sein bekanntester Film Jäger des verlorenen Schatzes, der erste Streifen der Indiana-Jones-Reihe. Er übernahm eine Doppelrolle: zunächst als peruanischer Führer am Filmanfang, der Indiana Jones zu töten versucht, dann als Besitzer eines Affen in Kairo, der mit den Nazis zusammenarbeitet.
Auch in den folgenden Jahrzehnten spielte Tablian oft Rollen als Nichteuropäer. 1992 spielte er erneut in einer Indiana-Jones-Produktion mit, diesmal in der Serie, die vom Leben des jungen Protagonisten handelt. Nach der Jahrtausendwende war Tablian fast nur noch in Fernsehfilmen und -serien vertreten, wie 2007 in The Bill, für die er für zwei Folgen engagiert wurde.

## Filmografie (Auswahl)
- 1974: Mord im Orient-Expreß (Murder on the Orient Express)
- 1975: Doctor Who (Fernsehserie, Folge Pyramids of Mars: Part One)
- 1976: Well Anyway (Fernsehserie, Folge Be That as It May)
- 1978: 12 Uhr nachts – Midnight Express (Midnight Express)
- 1980: Die Profis (The Professionals; Fernsehserie, Folge Hijack)
- 1981: Der Fluch der Sphinx (Spinx)
- 1981: Jäger des verlorenen Schatzes (Raiders of the Lost Ark)
- 1982: Yes Minister (Fernsehserie, Folge The Moral Dimension)
- 1983: Reilly – Spion der Spione (Reilly: Ace of Spies, Fernseh-Miniserie)
- 1983: Trenchcoat
- 1984: Sakharov (Fernsehfilm)
- 1985: Eleni
- 1990: Navy Seals – Die härteste Elitetruppe der Welt (Navy Seals)
- 1992: Die Abenteuer des jungen Indiana Jones (The Young Indiana Jones Chronicles; Fernsehserie, Folge Young Indiana Jones and the Curse of the Jackal)
- 1996: Hard Men
- 1999: The Knock (Fernsehserie, 2 Folgen)
- 2001: South Kensington
- 2003: Between Iraq and a Hard Place (Fernsehfilm)
- 2007: The Bill (Fernsehserie, 2 Folgen)
- 2016: The Promise – Die Erinnerung bleibt (The Promise)